# Flugplatz Thalmässing-Waizenhofen

i7
i11
i13
Der Sonderlandeplatz Thalmässing-Waizenhofen (ICAO-Code: EDPW) ist der Flugplatz der mittelfränkischen Stadt Thalmässing im Landkreis Roth. Er wird von Rainer Struller betrieben.

## Geografie
Der Flugplatz liegt zwei Kilometer südlich des historischen Ortskernes von Thalmässing und einen Kilometer westlich von Waizenhofen im Flurstück Gilling auf einer Höhe von 573 bis 580 m ü. NN.  
Naturräumlich befindet er sich in der Fränkischen Alb, nordwestlich erstreckt sich das Fränkische Seenland und südwestlich der Hahnenkamm.

## Flugplatz und Ausstattung
Der Flugplatz ist ein Sonderlandeplatz für Luftfahrzeuge aller Art bis 2000 kg Höchstabfluggewicht (MTOW), Hubschrauber bis 5700 kg und hat keine geregelten Betriebszeiten. Eine Landung ist nur nach vorheriger Anmeldung möglich (PPR). Der Platz führt die ICAO-Kennung EDPW.
Derzeit landen und starten dort Privatpiloten von vorwiegend Ultraleichtflugzeugen und Hubschraubern. In Thalmässing Waizenhofen ist der Fallschirmsportverein Skydive Colibri ansässig mit einer Pilatus PC-6 als Absetzmaschine. Der Platz verfügt außerdem über einen Wartungsbetrieb für Hubschrauber und Ultraleichtflugzeuge.
Es bestehen ein Wirtschafts- und Werkstattgebäude mit einem Tower (Frequenz 128,860 MHz), ein Hangar und das Vereinscasino.

## Zwischenfälle
- Am 20. Juli 1985 stürzte ein Hängegleiter ab.[2]
- Am 13. September 2006 kam ein Leichthubschrauber vom Typ Hughes 269C bei Autorotationsübungen hart auf und überschlug sich anschließend in einer benachbarten Agrarfläche. Der Pilot wurde hierbei leicht verletzt, das Fluggerät stark beschädigt.[3]
- Am 6. Mai 2016 verlor die auf EDPW stationierte Pilatus PC-6 nach dem Absetzen von acht Fallschirmspringer im Flug das rechte Höhenruder, konnte aber leicht beschädigt landen.[4]:22–26

## Anreise
Der Flugplatz ist über geschotterte Wege von den Staatsstraßen St 2225 und St 2227 aus zu erreichen. Sieben Kilometer östlich verläuft die Bundesautobahn 9, zu der in Greding eine Auffahrtsmöglichkeit besteht. 
Der ÖPNV bedient den Flugplatz nicht direkt, jedoch kann in Waizenhofen wochentags, tagsüber zu der VGN-Buslinie 596 zugestiegen werden.